# Phaonia hainanensis
Phaonia hainanensis este o specie de muște din genul Phaonia, familia Muscidae, descrisă de Xue, Tong și Wang în anul 2008.
Este endemică în Sichuan. Conform Catalogue of Life specia Phaonia hainanensis nu are subspecii cunoscute.